# Agave potrerana
Agave potrerana ist eine Pflanzenart aus der Gattung der Agaven (Agave). Ein englischer Trivialname ist „Potrerana Hardy Century Plant“.

## Beschreibung
Agave potrerana wächst solitär mit einer Wuchshöhe von 70 bis 100 cm und ist 150 bis 200 cm breit. Die lanzettförmigen, steifen, graugrünen bis bläulichen gebogenen Blätter sind 40 bis 100 cm lang, 6 bis 8 cm breit. Die hornigen, braunen Blattränder sind unregelmäßig gezahnt. Der braune bis graue, nadelförmige Enddorn wird bis 6 cm lang.
Der rispige, gerade bis gebogene Blütenstand wird 3 bis 8 m hoch. Die rotgefärbten, zahlreichen Blüten erscheinen in der oberen Hälfte des Blütenstandes und sind 45 bis 60 mm lang. Die becherförmige Blütenröhre ist 3 bis 6 mm lang.
Die länglichen dreikammerige Kapselfrüchte sind 25 bis 40 mm lang und 10 bis 15 mm breit. Die glänzenden, schwarzen Samen sind 4 bis 5 mm lang und 3 bis 3,5 mm breit.

## Systematik und Verbreitung
Agave potrerana wächst in Mexiko in den Bundesstaaten Chihuahua und Coahuila in Wald- und Grasland in 1500 bis 2500 m Höhe. Sie ist vergesellschaftet mit Coryphantha compacta und Echinocereus spec.
Die Erstbeschreibung durch William Trelease ist 1920 veröffentlicht worden.
Agave potrerana ist ein Vertreter der Gruppe Marginatae. Ihr Vorkommen beschränkt sich auf die Bundesstaaten Chihuahua und Coahuila in Mexiko. Rose (1897) berichtet von einem Standort nahe San Juan Capistrano in Zacatecas. (Gentry 1982, S. 193). Sie wächst bis in höhere Regionen an exponierten der Sierra del Carmen mit strengen Frösten. Die kompakten Rosetten besitzen zahlreiche, lanzettförmige, steife Blätter. Charakteristisch ist der ährige, 3 bis 8 m hohe, gerade bis gebogene Blütenstand mit den rotgefärbten Blüten. Agave potrerana der höheren Gebirgsregionen kann bei trockenem Stand Frostperioden bis minus 1 °C überstehen.

## Nachweise
- Howard Scott Gentry: Agave potrerana. In: Agaves of Continental North America. The University of Arizona Press, 1982, S. 172–174.
- J.Thiede: Agave potrerana. In: Urs Eggli (Hrsg.): Sukkulenten-Lexikon. Einkeimblättrige Pflanzen (Monocotyledonen). Eugen Ulmer, Stuttgart 2001, ISBN 3-8001-3662-7, S. 57.